# أندي بوت
أندي بوت (بالإنجليزية: Andrew Butt)‏ هو مجدف بريطاني، ولد في القرن العشرين.

## وصلات خارجية
- أندي بوت على موقع الاتحاد الدولي للتجديف (الإنجليزية)